# Betseldelfin
Betseldelfin (Stenella attenuata) är en art i familjen delfiner som förekommer i tropiska och tempererade havsområden. Det var John Gray som år 1846 beskrev betseldelfinen för första gången. Men han trodde att betseldelfinen och tygeldelfinen var samma art. De betraktas nu som två separata arter. Betseldelfinen har tre underarter, men endast en har ännu formellt namngetts.
- Stenella attenuata graffmani nära kusten från Mexiko till Peru.

- Stenella attenuata underart A, är en underart som man inte hittar på grunt vatten utan ute till havs.

- Stenella attenuata underart B, hittar man runt öarna Hawaii.

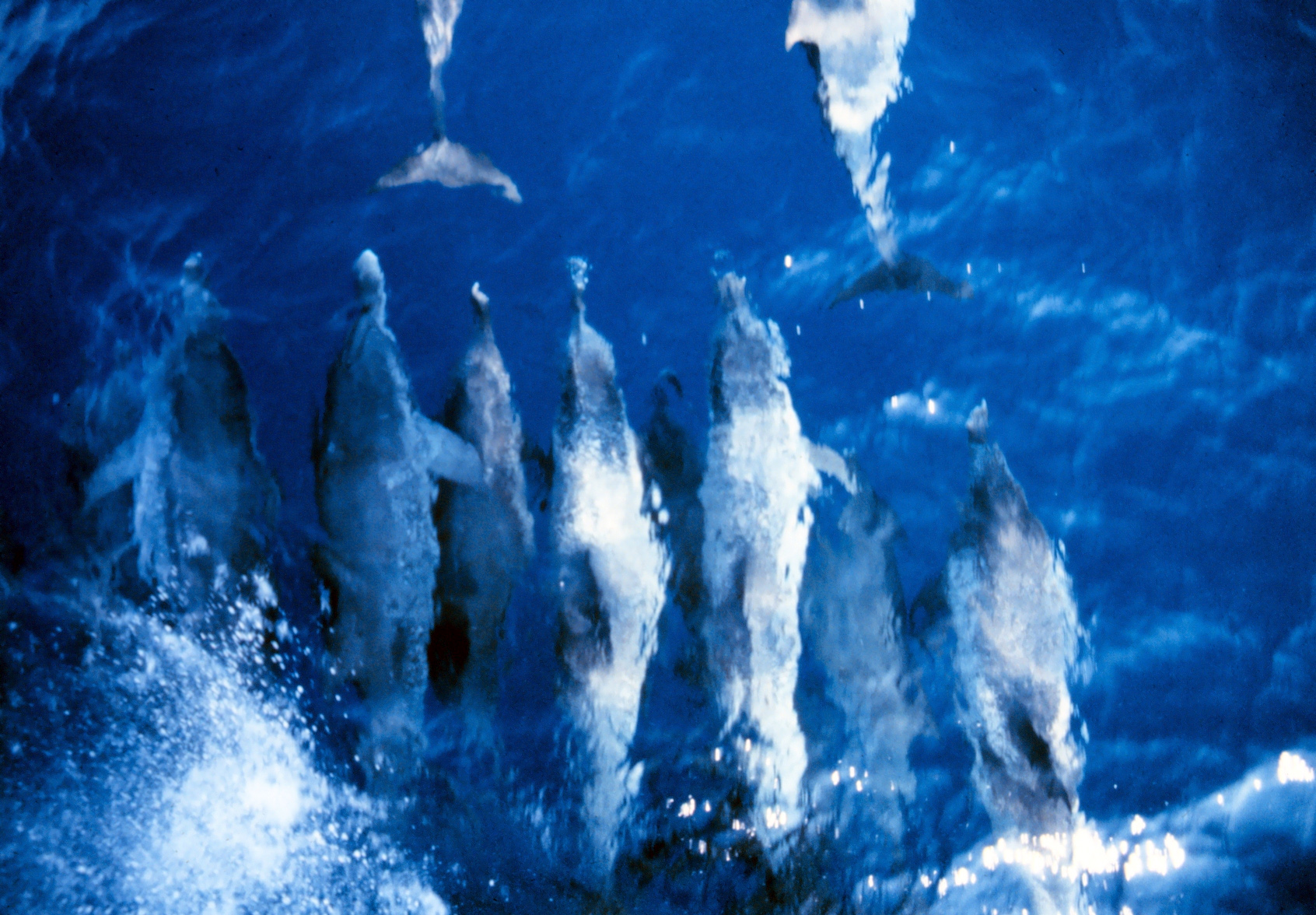
Betseldelfiner som simmar före NOAA:s skepp RUDE

Betseldelfinen varierar stort i färg och form. Delfinerna som håller till vid kusterna är större och är mer fläckiga än de delfiner som håller till i djupt vatten. Fläckarna är ett bra hjälpmedel att känna igen olika vuxna individerna. Kalvarna däremot är förvillande lika flasknosdelfinen eller öresvinet som den också kallas.
Delfinen har en lång tunn nos, käkarna är mörkt färgade och den har vita läppar. Haka, hals och mage brukar vara ljust grå med ett fåtal fläckar. Sidorna på delfinen har tre separata band, längst ner är den ljus grå, den andra är en tunn mellan grå linje och ryggen är mörk grå. Delfinens ryggfena är likadant färgad. Vuxna delfiner är ungefär 2,5 meter långa och väger upp emot 120 kilogram. En betseldelfin kan ha en livslängd på 40 år.
Betseldelfinen är en aktiv delfinart som tycker om att hoppa och leka med båtar. I östra stilla havet simmar delfinerna ofta tillsammans med tonfisk. Men delfinerna äter inte tonfisk, utan det är snarare så att delfinerna och tonfisken äter samma slags föda, små fisk, bläckfisk och skaldjur. 
Man beräknar att det finns ungefär 3 miljoner betseldelfiner och det är en minskning ifrån 50-talet. Då var antalet betseldelfiner uppe i minst 7 miljoner. De var ett tag en väldigt hotad art på grund av att miljoner delfiner fastnade i tonfisknät. Men sedan det har införts delfinvänliga fiskemetoder har dödsfallen minskat.